# Akademieverein München
Die Vereinigung der Freunde und Förderer der Akademie der Bildenden Künste – Akademieverein München e. V. – ist ein Förderverein mit ca. 220 Mitgliedern, der besondere Vorhaben der Akademie der Bildenden Künste, ihrer Klassen und Studierenden fördert. Seinen Sitz hat er in der Akademie der Bildenden Künste, an der Grenze zwischen Schwabing und Maxvorstadt.

## Geschichte, Zielsetzung und Aktivitäten
Der Förderverein wurde 1983 gegründet. Zu seinen Gründungsmitgliedern zählen Erich Schneider-Wessling, damaliger Präsident der Akademie der Bildenden Künste, Hans Baschang, Professor für Malerei, Helmut Friedl, Hermann Kern, Michael Tacke, Ernst Maria Lang und Helmut Schneider.
Das Hauptaugenmerk des Akademievereins liegt auf der Förderung studentischer Projekte, zu denen beispielsweise Ausstellungen, Publikationen oder Reisen gehören. Gleichermaßen wichtiges Anliegen ist die Stärkung der Resonanz der Akademie in der Öffentlichkeit.
Zu den weiteren Aktivitäten des Fördervereins gehört zudem die Stiftung von zwei Preisen („Preis des Akademievereins zum Diplom“ sowie „Preis des Akademievereins zur Jahresausstellung“) sowie die Unterstützung junger Kunstschaffenden durch Atelierstipendien.
Seit 1990 zählt zudem zu den Tätigkeiten des Akademievereins die Veranstaltung der jährlich stattfindenden Auktion, bei der Werke von Studierenden wie auch von Professoren und Werkstattleitern versteigert werden. Für die Studierenden ist dies meist der erste Kontakt mit dem Kunstmarkt, mit Sammlern und Galeristen. Ein Teil des Erlöses kommt den Künstlern zugute, der anderen Teil dient der Förderung von Projekten.
Seinen Mitgliedern bietet der Akademieverein ein Programm mit monatlichen Veranstaltungen und Einladungen zu Vorträgen, Ausstellungen, Führungen, Werkstatt- oder Atelierbesuchen.

## Projekte

### Otto-Steidle-Ateliers
In den städtischen Ateliers unter der Fußgängerbrücke in der Ganghoferstraße übernimmt der Akademieverein im Rahmen eines Stipendiums für fünf Jahre die Hälfte der der Miete für zwei Ateliers.
Beim Bau der Städtischen Schule in der Ganghoferstraße machte der durchführende Münchner Architekt Rudolf Hierl den Vorschlag, unter die an die Schule angrenzende Fußgängerbrücke Ateliers zu bauen. Auf eine Stadtratsinitiative der beiden Stadträtinnen Constanze Lindner-Schädlich und Monika Renner hin, folgte der Stadtratsbeschluss und die Beauftragung sowie Umsetzung des Vorhabens durch die Projektgesellschaft FONDARA-Unternehmensgruppe. Die Instandhaltung wie auch die Ateliervergabe liegt bis zum heutigen Zeitpunkt bei der FONDARA.
Der Name Otto-Steidle-Ateliers beruht auf einem Vorschlag von Hierl und erinnert an den verstorbenen Münchner Architekten und ehemaligen Akademieprofessor Otto Steidle (1943–2004).
Die damalige Vorsitzende des Akademievereins, Gile Haindl-Steiner, hat seinerzeit im Auftrag des Akademievereins zwei von den insgesamt 9 Ateliers für Stipendiaten angemietet. Seit 2006 waren hier Paul Huf und Annette Schemmel, Oliver Westerbarkey und Saskia Neuhaus, Anja Buchheister und Thomas Splett.

### Akademie Auktion
Der Akademieverein veranstaltet jährlich im Herbst die AKADEMIE AUKTION mit Werken von Studierenden. Die Auktion leiten Katrin Stoll (Auktionshaus Neumeister) und Bernhard Wittenbrink (Galerie Wittenbrink). Der Erlös geht zu 50 % an die Künstlerinnen und Künstler, mit der anderen Hälfte fördert der Verein Projekte, vergibt Preise und Stipendien.

### Preis zum Diplom
Einmal im Jahr findet die Diplomausstellung an der Akademie statt. Hier präsentieren Absolventinnen und Absolventen der freien Kunst ihre Abschlussarbeiten. Der Akademieverein zeichnet herausragende Abschlussarbeiten mit dem „Preis des Akademievereins zum Diplom“ aus.

### Preis zur Jahresausstellung
Anlässlich der Jahresausstellung vergibt der Akademieverein den „Preis zur Jahresausstellung“ und zeichnet damit eine herausragende Präsentation aus.

### Günter-Fruhtrunk-Preis
Franz Erhard Walter war 1987 der erste Preisträger, der sich als „pädagogisches Schwergewicht mit großem Sendungsbewusstsein“ auszeichnete. Neben der Auszeichnung waren die Preisträger verpflichtet, eine einwöchige Lehrveranstaltung an der Akademie zu halten. Im zwei-Jahres-Rhythmus wurde der Preis an folgende Künstler verliehen: Gerhard Merz (1989), Rosemarie Trockel (1991), Christian Boltanski (1993), Marlene Dumas (1995), Georg Herold (1997), Olafur Eliasson (1999), Cosima von Bonin (2003), Herlinde Koelbl (2006), Tacita Dean (2008) sowie Zoe Leonhard (2010).

## Vereinsstruktur
Die Geschäfte des Vereins werden von einem ehrenamtlichen Vorstand geführt, dessen Mitglieder im Rahmen der Mitgliederversammlung für jeweils zwei Jahre gewählt werden. Seit 2019 ist Rasmus Kleine Vorstandsvorsitzender des Akademievereins München e.V.